# Kanton Argonne Suippe et Vesle
Kanton Argonne Suippe et Vesle (fr. Canton d'Argonne Suippe et Vesle) je francouzský kanton v departementu Marne v regionu Grand Est. Tvoří ho 79 obcí. Kanton vznikl v roce 2015.

## Obce kantonu
| - Argers - Auve - Belval-en-Argonne - Berzieux - Binarville - Braux-Sainte-Cohière - Braux-Saint-Remy - Bussy-le-Château - Cernay-en-Dormois - La Chapelle-Felcourt - Les Charmontois - Le Châtelier - Châtrices - Chaudefontaine - Le Chemin - La Cheppe - Contault - Courtémont - Courtisols - La Croix-en-Champagne - Cuperly - Dampierre-le-Château - Dommartin-Dampierre - Dommartin-sous-Hans - Dommartin-Varimont - Éclaires - Élise-Daucourt | - Épense - Florent-en-Argonne - Fontaine-en-Dormois - Givry-en-Argonne - Gizaucourt - Gratreuil - Hans - Herpont - Jonchery-sur-Suippe - Laval-sur-Tourbe - Maffrécourt - Malmy - Massiges - Minaucourt-le-Mesnil-les-Hurlus - Moiremont - La Neuville-aux-Bois - La Neuville-au-Pont - Noirlieu - Passavant-en-Argonne - Poix - Rapsécourt - Remicourt - Rouvroy-Ripont - Saint-Hilaire-le-Grand - Saint-Jean-sur-Tourbe - Saint-Mard-sur-Auve | - Saint-Mard-sur-le-Mont - Saint-Remy-sur-Bussy - Saint-Thomas-en-Argonne - Sainte-Marie-a-Py - Sainte-Menehould - Servon-Melzicourt - Sivry-Ante - Somme-Bionne - Somme-Suippe - Somme-Tourbe - Somme-Vesle - Somme-Yevre - Sommepy-Tahure - Souain-Perthes-les-Hurlus - Suippes - Tilloy-et-Bellay - Valmy - Verrieres - Le Vieil-Dampierre - Vienne-la-Ville - Vienne-le-Château - Ville-sur-Tourbe - Villers-en-Argonne - Virginy - Voilemont - Wargemoulin-Hurlus |